# Shelley Sandie
Shelley Ann Gorman-Sandie, née le 22 janvier 1969 à Melbourne, en Australie, est une ancienne joueuse australienne de basket-ball. Elle évoluait au poste d'ailière.

## Palmarès
- Troisième des Jeux olympiques 1996
- Finaliste des Jeux olympiques 2000